# Chael Sonnen
Chael Patrick Sonnen (Contea di Clackamas, 3 aprile 1977) è un ex artista marziale misto statunitense.
Dal 2005 al 2014 ha combattuto a più riprese nella prestigiosa organizzazione UFC, nella quale è stato per due volte (nel 2010 e nel 2012) contendente al titolo dei pesi medi durante il suo noto feud con il campione brasiliano Anderson Silva. Ha combattuto anche per il titolo dei pesi mediomassimi nel 2013 contro Jon Jones e ha fatto da allenatore nella diciassettesima stagione statunitense e nella terza brasiliana del reality show The Ultimate Fighter. Dal 2017 al 2019 ha combattuto nella Bellator MMA mentre dal 2014 compete anche nell'organizzazione statunitense di grappling Metamoris.
Nel 2007 è stato un contendente al titolo dei pesi medi WEC e vanta successi in organizzazioni minori come Dangerzone e Gladiator Challenge. Nella lotta collegiale è stato un all-american nell'NCAA Division I, due volte campione nazionale universitario nella lotta greco-romana e medaglia d'argento ai campionati mondiali universitari a Tokyo. Vanta inoltre due partecipazioni, nel 2001 e nel 2003, nella prestigiosa competizione di grappling ADCC Submission Wrestling World Championship.
È molto noto anche per la sua forte personalità e la sua attitudine al trash-talking, tanto da vincere il premio Personality of the Year ai Fighters Only World MMA Awards nel 2013.

## Caratteristiche tecniche
Sonnen ha dimostrato con il tempo di essere uno dei migliori artisti marziali misti nella lotta libera: basa infatti il suo gameplan su takedown tipici del wrestling, contro i quali anche i più forti avversari hanno faticato a difendersi.
Un suo grande punto debole è la difesa nella lotta a terra contro validi grappler, tant'è che buona parte delle sue sconfitte in carriera sono avvenute tramite tecniche di sottomissione.

## Carriera nelle arti marziali miste
Sonnen iniziò la sua carriera nelle arti marziali miste a diciannove anni, nel 1997, sconfiggendo Ben Hailey; l'incontro successivo fu contro il futuro campione dei pesi medi ICON Sport e contendente al titolo Strikeforce Jason "Mayhem" Miller. Sonnen vinse i primi sei match in carriera fino alla sconfitta con Trevor Prangley, che venne in seguito vendicata all'evento UFC Ultimate Fight Night 4 nel 2006; combatté inoltre col vincitore della prima stagione del reality The Ultimate Fighter e futuro campione UFC dei pesi massimi leggeri Forrest Griffin.

### Ultimate Fighting Championship
Sonnen fece il suo debutto in UFC contro l'ex campione dei pesi mediomassimi IFC e Strikeforce Renato Sobral a UFC 55, dove combatté per la prima volta nella categoria dei mediomassimi e perse tramite una triangle choke al secondo round. In seguito vendicò la sua prima sconfitta in carriera battendo Trevor Prangley a UFC Ultimate Fight Night 4 per decisione unanime. Successivamente, per la terza volta, combatté contro Jeremy Horn a UFC 60 perdendo via armbar: avendo un record di 1–2 nell'ottagono, a Sonnen non fu rinnovato il contratto.

### Bodog Fight
Dopo aver lasciato la UFC, Sonnen firmò con la Bodog Fight e vinse il primo match contro Tim Credeur per TKO. In seguito lottò contro Alexey Oleinik, vincendo per decisione unanime, e contro Tim McKenzie, sconfitto tramite una brabo choke dopo nemmeno quindici secondi dall'inizio del match. Dopo la rapidissima vittoria su McKenzie, Sonnen lottò contro il veterano di UFC e Pride Amar Suloev, vincendo per TKO. Successivamente Sonnen batté il futuro partecipante al reality The Ultimate Fighter Kyacey Uscola all'evento SuperFight 20: Homecoming.

### World Extreme Cagefighting
Nel dicembre 2007 Sonnen combatté contro Paulo Filho per il titolo dei pesi medi WEC e perse per sottomissione al minuto 4:55 del secondo round. L'esito del match fu tuttavia molto controverso: Sonnen non cedette ma urlò e l'arbitro interpretò tale gesto come una sottomissione verbale. Nell'intervista post-match, Sonnen disse che aveva urlato all'arbitro di non interrompere il combattimento e di aver continuamente esclamato "No" quando l'arbitro gli stava chiedendo se volesse arrendersi.
Un rematch tra i due era previsto per il 2008 ma fu cancellato quando Filho decise di entrare in terapia egli stesso per l'abuso di una sostanza sconosciuta; Sonnen invece affrontò l'imbattuto contendente al titolo Bryan Baker, dominandolo per i primi tre round e vincendo per decisione unanime. Sonnen e Filho si incontratono nuovamente il 5 novembre 2008 e in tale occasione Sonnen batté sonoramente Filho per decisione unanime: prima del match, tuttavia, Filho non rientrò nel peso limite, pesando oltre sette libbre sopra il limite consentito di 185, cosa che rese la contesa un incontro non valido per il titolo e bruciando quindi la chance di Sonnen per un rematch per la cintura. Dopo la sconfitta Filho annunciò che avrebbe spedito il titolo a Sonnen.

### Ritorno in UFC
In seguito all'eliminazione della categoria dei pesi medi dalla WEC, Sonnen fu riportato nel roster della UFC ma nel suo primo combattimento perse tramite una triangle choke contro Demian Maia a UFC 95. Successivamente sconfisse Dan Miller a UFC 98 per decisione unanime.
Sonnen mostrò la sua determinazione e la sua forza come fighter quando venne scelto come rimpiazzo dell'ultimo minuto al posto di Yushin Okami quando quest'ultimo si ruppe un legamento in allenamento: Sonnen affrontò il combattimento dopo ventidue giorni dalla notizia del suo coinvolgimento e perse ben sedici chili per competere. Casualmente il suo combattimento successivo fu proprio contro Okami, a UFC 104, vincendo per decisione unanime e dominandolo nel wrestling; nelle settimane che seguirono il match, Okami chiese ed ottenne di allenarsi con Sonnen e il suo team per un certo numero di settimane. Sonnen commentò questi allenamenti congiunti parlando del rapporto con Okami, simile a quello con un fratello.
Sonnen avrebbe dovuto quindi affrontare Nate Marquardt il 21 febbraio 2010 a UFC 110, ma il combattimento fu anticipato a UFC 109, il 6 febbraio, da cui Sonnen emerse vincitore per decisione unanime dopo aver dominato nel wrestling il più pesante Marquardt per tre round. Marquardt intrappolò Sonnen in due potenti guillotine chokes nel primo e nel terzo round, ma Sonnen riuscì a liberarsi. Con questa vittoria, Sonnen consolidò la sua posizione di prossimo sfidante del campione Anderson Silva per il titolo dei pesi medi UFC.

### Incontro per il titolo
Sonnen sfidò Anderson Silva per il titolo il 7 agosto 2010 a UFC 117 facendo uso del suo classico trash-talking prima del match, cosa che causò alcune controversie come quando dichiarò che stava per far ritirare Silva. Sonnen vinse ognuno dei primi quattro round nei punteggi dei giudici ma nel round finale si trovò intrappolato in una combinazione di triangle/armbar dal campione; Sonnen cedette a causa di un triangolo al minuto 3:10 nel quinto round e in seguito, in un'intervista, dichiarò di essersi trovato in una choke e non in un'armbar. Sonnen fu il terzo uomo nella storia della UFC a portare il fenomeno Silva al quinto round e fu sicuramente uno di quelli che lo mise maggiormente in difficoltà durante le sue nove vittoriose difese consecutive del titolo dei pesi medi; tale combattimento venne premiato come Fight of the Year ai Fighters Only World MMA Awards nel 2010.
Scottato per questa sconfitta di misura, Sonnen disse di volere un rematch con Silva ma di non voler aspettare che il brasiliano si riprendesse dal suo infortunio alle costole: l'anticipato rematch avrebbe dovuto aver luogo all'inizio del 2011, ma fu infine annullato dopo che Sonnen fu sospeso per essere stato trovato positivo ad una sostanza proibita.

### Ritorno dopo la sospensione
Dopo la fine della sospensione, collegata alla elevata quantità di testosterone/epitestosterone riscontrata nel suo sangue, Sonnen ritornò in UFC battendo Brian Stann nel secondo round tramite un'arm triangle choke l'8 ottobre 2011 a UFC 136. Nell'intervista post-match con Joe Rogan, Sonnen sfidò pubblicamente Anderson Silva, che si trovava tra il pubblico, urlandogli che faceva schifo e proponendogli un rematch nel weekend del Super Bowl con una posta in palio molto alta: se avesse perso avrebbe lasciato l'UFC per sempre, mentre se Silva fosse risultato sconfitto avrebbe dovuto lasciare la divisione dei pesi medi. Nell'intervista dopogara confermò che avrebbe mantenuto la parola e che anche Silva, presumibilmente, avrebbe dovuto essere d'accordo su tali termini; ad ogni modo Silva non rispose così, una settimana dopo, Sonnen affermò che l'offerta era scaduta.
Il match successivo per Sonnen avrebbe dovuto essere contro Mark Muñoz il 28 gennaio 2012 ad UFC on FOX 2 e il vincente avrebbe guadagnato una chance per il titolo contro Silva verso la metà del 2012; Munoz però, meno di due settimane prima dell'evento, si infortunò, venendo sostituito da Michael Bisping. Nel co-main event della serata, Sonnen superò Bisping per decisione unanime.
Sonnen ebbe così per la seconda volta la possibilità di lottare per il titolo dei pesi medi UFC contro il campione Anderson Silva, imbattuto dal 2006: come la volta precedente Sonnen caricò a dismisura l'incontro con il suo trash-talking, portando il match ad essere il più atteso del 2012. L'incontro volse positivamente per Sonnen nel primo round, in quanto riuscì a portare Silva a terra e a controllarlo per ottenere una unanime vittoria ai punti per tale ripresa; nel secondo round, tuttavia, un errore nello striking di Sonnen stesso causò la caduta a terra dello statunitense, con Silva che ne approfittò andando di ground and pound e rifilandogli una ginocchiata al petto: Silva terminò l'incontro per KO tecnico, difendendo così la cintura per la decima volta consecutiva.

### Ritorno ai pesi mediomassimi
Dopo la seconda sconfitta subita per mano di Silva, Sonnen decise di tornare nella categoria dei pesi mediomassimi; qui venne subito organizzato un incontro con Forrest Griffin, ma dopo un grave infortunio capitato a Dan Henderson, che gli impedì di competere per il titolo contro il campione Jon Jones, Dana White indicò proprio Sonnen come il possibile sfidante per la cintura: Jones tuttavia rifiutò di lottare con così poco preavviso.
A quel punto venne scelto come avversario di Sonnen l'ex campione di categoria Forrest Griffin, ma a due mesi dall'incontro programmato verso fine 2012 Dana White scelse proprio Sonnen come uno degli allenatori per la diciassettesima stagione del reality show The Ultimate Fighter: l'altro allenatore scelto fu proprio Jon Jones. La sfida per il titolo venne programmata per aprile 2013 ma Sonnen perse il match per KO tecnico al primo round.
In luglio Sonnen firmò un nuovo contratto con la UFC valido per cinque incontri e affermò di voler tornare nei pesi medi dopo il match contro Mauricio Rua programmato per agosto, incontro che vinse per sottomissione durante il primo round ottenendo il premio Submission of the Night. In novembre continuò a combattere nei mediomassimi contro l'ex campione di categoria Rashad Evans, perdendo il confronto nella lotta e venendo sconfitto per KO tecnico durante il primo round.
Nel 2014 venne scelto come allenatore per la terza stagione brasiliana di The Ultimate Fighter opposto a Wanderlei Silva; al termine della stagione i due coach avrebbero dovuto sfidarsi, ma Silva non si presentò ad un'udienza della commissione atletica del Nevada per ottenere la licenza per combattere e venne sostituito dall'ex campione dei pesi mediomassimi Vítor Belfort. Successivamente lo stesso Sonnen risultò positivo ad un test antidoping a sorpresa e venne escluso dal match; in seguito a ciò annunciò il proprio ritiro dalle MMA.
Sonnen chiuse così una carriera che durava dal 1997 con un record di ventotto vittorie, quattordici sconfitte e un pareggio; in UFC ha prima avuto una parentesi di tre incontri tra il 2005 e il 2006 e poi vi ha combattuto ininterrottamente dal 2009 al 2014, il tutto con un record parziale di 6-7.
A poca distanza di tempo, Sonnen fallì un ulteriore controllo risultando positivo all somatotropina e alla eritropoietina; sia la UFC che Fox Sports presero la decisione di interrompere i rapporti con l'ormai ex atleta di MMA, il quale venne punito con una sospensione di due anni.
Nell'agosto del 2014 si dedica al grappling prendendo parte ad un evento della promozione statunitense Metamoris, dove affronta il pluricampione ADCC André Galvão venendo sconfitto per sottomissione.

### Bellator MMA
Il 15 settembre 2016 viene annunciato che Sonnen ha firmato un contratto per più incontri con la Bellator MMA: il 21 gennaio 2017 debutta nella federazione affrontando nel main event del pay-per-view Bellator 170 l'ex campione dei pesi mediomassimi UFC Tito Ortiz, che aveva sconfitto in una gara di lotta libera ai tempi del college, ma viene battuto per sottomissione (rear-naked choke) al primo round.
Il 24 giugno affronta nel main event di Bellator NYC (noto anche come Bellator 180) il rientrante Wanderlei Silva, ex campione dei pesi medi Pride e suo rivale ai tempi di The Ultimate Fighter. Dopo tre round molto combattuti Sonnen vince l'incontro per decisione unanime.
Il 20 gennaio 2018 affronta, nel main event di Bellator 192, un altro ex campione dei pesi mediomassimi UFC, Quinton "Rampage" Jackson, nel primo turno del torneo a otto uomini indetto per incoronare il nuovo campione dei pesi massimi: Sonnen vince per decisione unanime alla fine dei tre round. In semifinale, tenutasi all'evento Bellator 208, viene sconfitto per KO tecnico alla prima ripresa dalla leggenda Fedor Emilianenko.
Il 14 giugno 2019 affronta l'ex campione dei pesi mediomassimi UFC Lyoto Machida venendo battuto per KO tecnico nei primi istanti della seconda ripresa; al termine dell'incontro annuncia il ritiro.

## Risultati nelle arti marziali miste
| Risultato | Record  | Avversario         | Metodo                                    | Evento                                       | Data              | Round | Tempo | Città                  | Note                                                                   |
| --------- | ------- | ------------------ | ----------------------------------------- | -------------------------------------------- | ----------------- | ----- | ----- | ---------------------- | ---------------------------------------------------------------------- |
| Sconfitta | 31-17-1 | Lyoto Machida      | KO tecnico (ginocchiata in salto e pugni) | Bellator 222                                 | 14 giugno 2019    | 2     | 0:22  | New York, Stati Uniti  |                                                                        |
| Sconfitta | 31-16-1 | Fedor Emilianenko  | KO Tecnico (pugni)                        | Bellator 208                                 | 13 ottobre 2018   | 1     | 4:46  | Uniondale, Stati Uniti | Semifinale del Bellator Heavyweight Grand Prix                         |
| Vittoria  | 31-15-1 | Quinton Jackson    | Decisione (unanime)                       | Bellator 192                                 | 20 gennaio 2018   | 3     | 5:00  | Inglewood, Stati Uniti | Quarti di finale del Bellator Heavyweight World Grand Prix Tournament  |
| Vittoria  | 30-15-1 | Wanderlei Silva    | Decisione (unanime)                       | Bellator 180                                 | 24 giugno 2017    | 3     | 5:00  | New York, Stati Uniti  |                                                                        |
| Sconfitta | 29-15-1 | Tito Ortiz         | Sottomissione (rear-naked choke)          | Bellator 170                                 | 21 gennaio 2017   | 1     | 2:03  | Inglewood, Stati Uniti | Debutto in Bellator                                                    |
| Sconfitta | 29-14-1 | Rashad Evans       | KO Tecnico (pugni)                        | UFC 167: St-Pierre vs. Hendricks             | 16 novembre 2013  | 1     | 4:05  | Las Vegas, Stati Uniti |                                                                        |
| Vittoria  | 29-13-1 | Mauricio Rua       | Sottomissione (ghigliottina)              | UFC Fight Night: Shogun vs. Sonnen           | 17 agosto 2013    | 1     | 4:47  | Boston, Stati Uniti    | Submission of the Night                                                |
| Sconfitta | 28-13-1 | Jon Jones          | KO Tecnico (gomitate e pugni)             | UFC 159: Jones vs. Sonnen                    | 27 aprile 2013    | 1     | 4:33  | Newark, Stati Uniti    | Per il titolo dei Pesi Mediomassimi UFC                                |
| Sconfitta | 28-12-1 | Anderson Silva     | KO Tecnico (ginocchiata al corpo e pugni) | UFC 148: Silva vs. Sonnen II                 | 7 luglio 2012     | 2     | 1:55  | Las Vegas, Stati Uniti | Per il titolo dei Pesi Medi UFC, Fight of the Night, Fight of the Year |
| Vittoria  | 28-11-1 | Michael Bisping    | Decisione (unanime)                       | UFC on Fox: Evans vs. Davis                  | 28 gennaio 2012   | 3     | 5:0   | Chicago, USA           | Eliminatoria per il titolo dei Pesi Medi UFC                           |
| Vittoria  | 27–11-1 | Brian Stann        | Sottomissione (triangolo di braccio)      | UFC 136: Edgar vs. Maynard III               | 8 ottobre 2011    | 2     | 3:51  | Houston, USA           |                                                                        |
| Sconfitta | 26–11-1 | Anderson Silva     | Sottomissione (armbar triangolare)        | UFC 117: Silva vs. Sonnen                    | 7 agosto 2010     | 5     | 3:10  | Oakland, USA           | Per il titolo dei Pesi Medi UFC, Fight of the Night                    |
| Vittoria  | 26–10-1 | Nate Marquardt     | Decisione (unanime)                       | UFC 109: Relentless                          | 6 febbraio 2010   | 3     | 5:00  | Las Vegas, USA         | Eliminatoria per il titolo dei Pesi Medi UFC                           |
| Vittoria  | 25–10-1 | Yushin Okami       | Decisione (unanime)                       | UFC 104: Machida vs. Shogun                  | 24 ottobre 2009   | 3     | 5:00  | Los Angeles, USA       |                                                                        |
| Vittoria  | 24–10-1 | Dan Miller         | Decisione (unanime)                       | UFC 98: Evans vs. Machida                    | 23 maggio 2009    | 3     | 5:00  | Las Vegas, USA         |                                                                        |
| Sconfitta | 23–10-1 | Demian Maia        | Sottomissione (triangolo)                 | UFC 95: Sanchez vs. Stevenson                | 21 febbraio 2009  | 1     | 2:37  | Londra, Regno Unito    | Ritorno in UFC                                                         |
| Vittoria  | 23–9-1  | Paulo Filho        | Decisione (unanime)                       | WEC 36: Faber vs. Brown                      | 5 novembre 2008   | 3     | 5:00  | Hollywood, USA         |                                                                        |
| Vittoria  | 22–9-1  | Bryan Baker        | Decisione (unanime)                       | WEC 33: Marshall vs. Stann                   | 26 marzo 2008     | 3     | 5:00  | Las Vegas, USA         |                                                                        |
| Sconfitta | 21–9-1  | Paulo Filho        | Sottomissione (armbar)                    | WEC 31: Faber vs. Curran                     | 12 dicembre 2007  | 2     | 4:55  | Las Vegas, USA         | Per il titolo dei Pesi Medi WEC                                        |
| Vittoria  | 21–8-1  | Kyacey Uscola      | KO Tecnico (pugni)                        | SF 20: Homecoming                            | 27 ottobre 2007   | 1     | -     | Portland, USA          |                                                                        |
| Vittoria  | 20–8-1  | Amar Suloev        | KO Tecnico (pugni)                        | Bodog Fight: Alvarez vs. Lee                 | 14 luglio 2007    | 2     | 3:33  | Trenton, USA           |                                                                        |
| Vittoria  | 19–8-1  | Tim McKenzie       | Sottomissione (brabo choke)               | Bodog Fight: Costa Rica Combat               | 18 febbraio 2007  | 1     | 0:13  | Costa Rica             |                                                                        |
| Vittoria  | 18–8-1  | Alexey Oleinik     | Decisione (unanime)                       | Bodog Fight: USA vs. Russia                  | 2 dicembre 2006   | 3     | 5:00  | Vancouver, Canada      |                                                                        |
| Vittoria  | 17–8-1  | Tim Credeur        | KO Tecnico (pugni)                        | Bodog Fight: To the Brink of War             | 22 agosto 2006    | 1     | 2:18  | Costa Rica             |                                                                        |
| Sconfitta | 16–8-1  | Jeremy Horn        | Sottomissione (armbar)                    | UFC 60: Hughes vs. Gracie                    | 27 maggio 2006    | 2     | 1:17  | Los Angeles, USA       |                                                                        |
| Vittoria  | 16–7-1  | Trevor Prangley    | Decisione (unanime)                       | UFC Ultimate Fight Night 4                   | 6 aprile 2006     | 3     | 5:00  | Las Vegas, USA         | Passa ai Pesi Medi                                                     |
| Sconfitta | 15–7-1  | Renato Sobral      | Sottomissione (triangolo)                 | UFC 55: Fury                                 | 7 ottobre 2005    | 2     | 1:20  | Uncasville, USA        | Debutto in UFC                                                         |
| Vittoria  | 15–6-1  | Tim Williams       | KO Tecnico (pugni)                        | SF 11: Rumble at the Rose Garden             | 9 luglio 2005     | 1     | 3:59  | Portland, USA          |                                                                        |
| Vittoria  | 14–6-1  | Adam Ryan          | KO Tecnico (pugni)                        | Euphoria: USA vs World                       | 26 febbraio 2005  | 1     | 3:49  | Atlantic City, USA     |                                                                        |
| Sconfitta | 13–6-1  | Terry Martin       | KO Tecnico (stop medico)                  | XFO 4: International                         | 3 dicembre 2004   | 2     | 5:00  | McHenry, USA           |                                                                        |
| Vittoria  | 13–5-1  | Alex Stiebling     | Decisione (unanime)                       | WEC 12: Halloween Fury 3                     | 21 ottobre 2004   | 3     | 5:00  | Lemoore, USA           | Debutto in WEC                                                         |
| Sconfitta | 12–5-1  | Jeremy Horn        | Sottomissione (ghigliottina)              | SF 6: Battleground in Reno                   | 23 settembre 2004 | 2     | 2:35  | Reno, USA              |                                                                        |
| Sconfitta | 12–4-1  | Keiichiro Yamamiya | Decisione (maggioranza)                   | Pancrase: 2004 Neo-Blood Tourn. Final        | 25 luglio 2004    | 3     | 5:00  | Tokyo, Giappone        |                                                                        |
| Sconfitta | 12–3-1  | Jeremy Horn        | KO Tecnico (ferita)                       | Extreme Challenge 57                         | 6 maggio 2004     | 1     | 3:34  | Council Bluffs, USA    |                                                                        |
| Vittoria  | 12–2-1  | Justin Bailey      | KO (ginocchiata in salto)                 | Rage on the River                            | 17 aprile 2004    | 1     | 0:40  | Redding, USA           |                                                                        |
| Vittoria  | 11–2-1  | Arman Gambaryan    | Decisione (unanime)                       | Euphoria: Russia vs USA                      | 13 marzo 2004     | 3     | 5:00  | Atlantic City, USA     |                                                                        |
| Vittoria  | 10–2-1  | Homer Moore        | Decisione (unanime)                       | ROTR 4.5: Proving Grounds                    | 27 dicembre 2003  | 2     | 5:00  | Hilo, Stati Uniti      |                                                                        |
| Vittoria  | 9–2-1   | Greg Curnut        | KO Tecnico (sottomissione ai pugni)       | FCFF: Rumble at the Roseland 10              | 13 dicembre 2003  | 1     | 1:07  | Portland, USA          |                                                                        |
| Vittoria  | 8–2-1   | Jason Lambert      | Decisione (unanime)                       | Gladiator Challenge 20                       | 13 novembre 2003  | 3     | 5:00  | Colusa, USA            | Vince il titolo dei Pesi Mediomassimi GC                               |
| Sconfitta | 7–2-1   | Forrest Griffin    | Sottomissione (triangolo)                 | IFC: Global Domination                       | 6 settembre 2003  | 1     | 2:25  | Denver, USA            |                                                                        |
| Vittoria  | 7-1-1   | Renato Sobral      | Decisione (unanime)                       | Hitman Fighting 3                            | 2 maggio 2003     | N/A   | N/A   | Santa Ana, USA         |                                                                        |
| Parità    | 6–1-1   | Akihiro Gono       | Parità                                    | Pancrase: Hybrid 2                           | 16 febbraio 2003  | 2     | 5:00  | Osaka, Giappone        |                                                                        |
| Sconfitta | 6–1     | Trevor Prangley    | Sottomissione (armbar)                    | XFA 5: Redemption                            | 25 gennaio 2003   | 1     | 2:49  | West Palm Beach, USA   |                                                                        |
| Vittoria  | 6–0     | Justin Hawes       | KO Tecnico (pugni)                        | UFCF: Rumble in Rochester                    | 24 agosto 2002    | 2     | 4:26  | Rochester, USA         |                                                                        |
| Vittoria  | 5–0     | Jesse Ault         | Decisione (unanime)                       | Real Fighting Championships 1: The Beginning | 13 luglio 2002    | 3     | 5:00  | Las Vegas, USA         |                                                                        |
| Vittoria  | 4–0     | Scott Shipman      | Sottomissione (forearm choke)             | Dangerzone 13: Caged Heat                    | 13 aprile 2002    | 2     | 2:08  | New Town, USA          | Vince il Torneo dei Pesi Mediomassimi Dangerzone                       |
| Vittoria  | 3–0     | Jesse Ault         | Decisione (unanime)                       | Dangerzone 13: Caged Heat                    | 13 aprile 2002    | 2     | 5:00  | New Town, USA          | Torneo dei Pesi Mediomassimi Dangerzone, Semifinale                    |
| Vittoria  | 2–0     | Jason Miller       | Decisione (unanime)                       | HFP 1: Rumble on The Reservation             | 30 marzo 2002     | 2     | 5:00  | Anza, USA              |                                                                        |
| Vittoria  | 1–0     | Ben Hailey         | Decisione (unanime)                       | Battle of Fort Vancouver                     | 10 maggio 1997    | 1     | -     | Vancouver, USA         |                                                                        |

## Trash-talking
Sonnen è noto, oltre che per le sue doti tecniche come wrestler, anche per il suo duro e talvolta imbarazzante trash-talking nei confronti di altri lottatori professionisti, grazie al quale sfrutta la sua visibilità mediatica per provocare e burlare anche pesantemente i suoi rivali.
Tra gli episodi più eclatanti si può citare quello precedente alla sfida contro Anderson Silva all'evento UFC 117: Silva vs. Sonnen, nel quale ha messo in dubbio le qualità del campione dei pesi medi e ha insultato il Black House Team, i gemelli Antônio Rodrigo e Antônio Rogério Nogueira - insegnanti di BJJ di Silva - e in generale i cittadini brasiliani.
Ha spesso preso di mira lottatori brasiliani, come Wanderlei Silva, José Aldo e Lyoto Machida, ma ha virtualmente lanciato la sfida anche a Georges St-Pierre.